# Restiosporium patei
Restiosporium patei är en svampart som beskrevs av Vánky 2006. Restiosporium patei ingår i släktet Restiosporium och familjen Websdaneaceae.   Inga underarter finns listade i Catalogue of Life.